# Bivès
Bivès település Franciaországban, Gers megyében. Lakosainak száma 119 fő (2022. január 1.). Bivès Cadeilhan, Estramiac, Homps, Monfort, Saint-Léonard, Tournecoupe és Bajonnette községekkel határos.

## Népesség
A település népességének változása:
| Lakosok száma | 170  | 133  | 130  | 131  | 129  | 126  | 133  | 133  | 134  | 119  |
|               | 1968 | 1982 | 1999 | 2006 | 2011 | 2015 | 2017 | 2018 | 2020 | 2022 |